# Pudding Norton
Pudding Norton – wieś w Anglii, w hrabstwie Norfolk, w dystrykcie North Norfolk. Leży 38 km na północny zachód od Norwich i 161 km na północny wschód od Londynu. Miejscowość liczy 267 mieszkańców.